# Aichmühl (Mitterfels)
Aichmühl ist ein Gemeindeteil des Marktes Mitterfels im niederbayerischen Landkreis Straubing-Bogen.

## Lage
Die Einöde Aichmühl liegt vier Kilometer südwestlich des Ortskerns von Mitterfels am Rand des Gemeindegebiets und ist der westlichste Ortsteil von Mitterfels. Aichmühl liegt beidseits der Kinsach und ist der tiefstgelegene Ortsteil von Mitterfels.
Das einzige Wohngebäude im Gemeindeteil Aichmühl hat die Postanschrift Aichmühle 1.

## Geschichte
Wie der Namensbestandteil mühl bezeichnet, ist hier ein Mühlenstandort an der Kinsach. War es früher noch eine Getreidemühle, so ist es heute eine Sägemühle.

### Frühere Namenschreibweisen

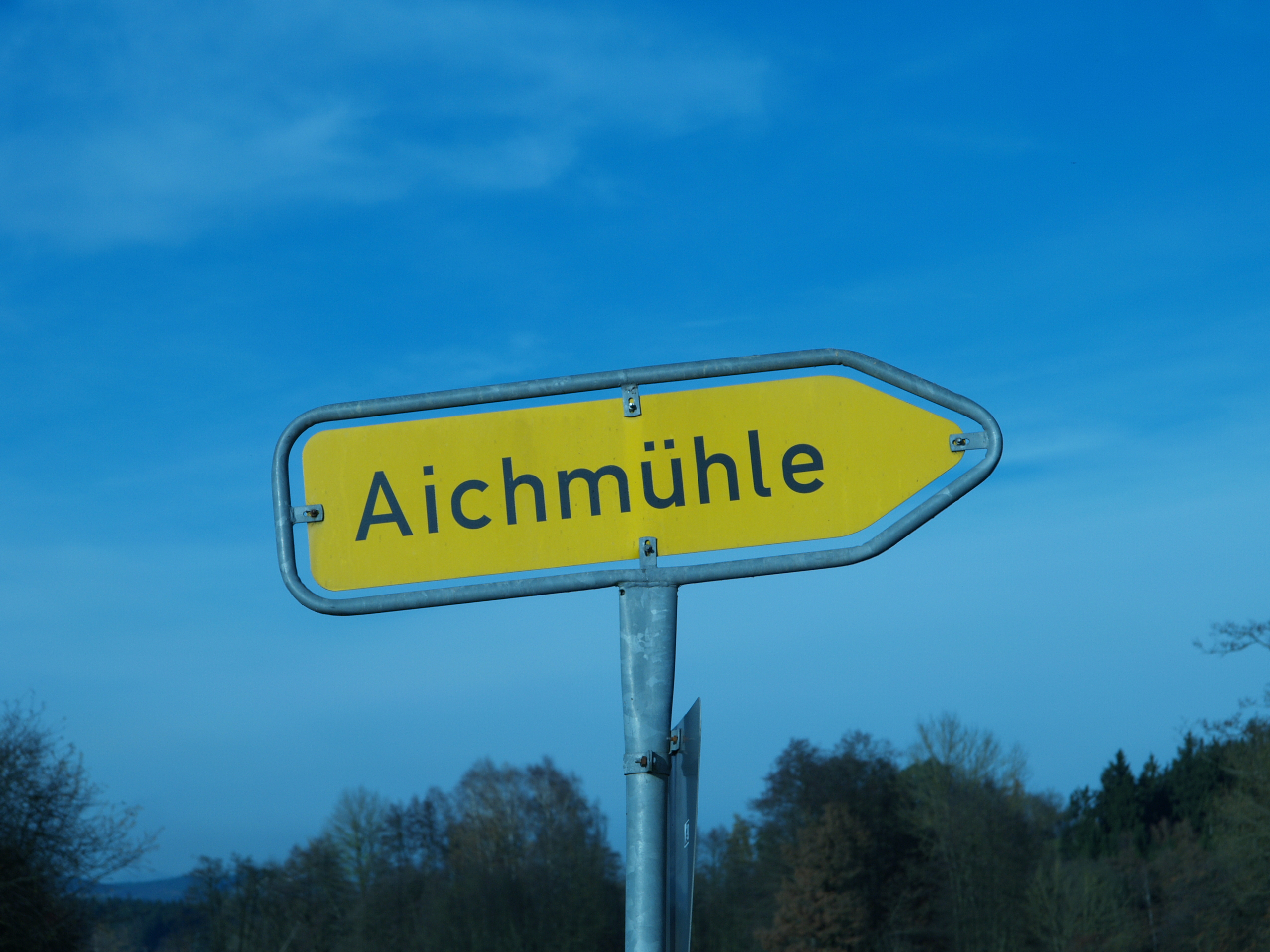
Falsch geschriebener Ortsname auf dem einzigen Wegweiser nach Aichmühl

Aichmühle, Eichmühle, Eymühl, Aymühl.
Die Matrikeln des Bisthums Regensburg benutzen folgende Schreibweisen: Eymühl (1838), Aymühl (1860) und Eichmühle (1916). In der Uraufnahme aus der Zeit 1808–1864 gibt es einen Eintrag mit Aichmühl.

### Einwohnerentwicklung
| Jahr      | 1831 | 1835 | 1860 | 1861 | 1871 | 1875 | 1885 | 1900 | 1913 | 1925 | 1950 | 1961 | 1970 | 1987 |
| --------- | ---- | ---- | ---- | ---- | ---- | ---- | ---- | ---- | ---- | ---- | ---- | ---- | ---- | ---- |
| Einwohner | 9    | 10   | 12   | 11   | 9    | 10   | 10   | 9    | 6    | 8    | 7    | 7    | 8    | 5    |

## Umwelt
Aichmühl liegt teilweise im Landschaftsschutzgebiet Bayerischer Wald und wird entlang der Kinsach von einem Biotop durchzogen.

## Kirchensprengel
Der Ort Aichmühl ist heute der katholischen Pfarrgemeinde Steinach zugeordnet. Früher war er der Pfarrei Pfaffmünster (=Münster) zugeordnet.

## Baudenkmäler
Siehe: Liste der Baudenkmäler in Aichmühl